# Nomeansno
Nomeansno (escrit de vegades NoMeansNo o No Means No) va ser una banda de punk rock canadenc formada a Victoria, Colúmbia Britànica, i posteriorment traslladada a Vancouver. Van publicar 11 àlbums, inclòs un àlbum conjunt amb Jello Biafra, a més de nombrosos EP i senzills. El crític Martin Popoff va descriure la seva música com «la més poderosa fusió entre l'odiosa agressió del punk i la disciplina del heavy metal». El distintiu so hardcore punk de Nomeansno, la instrumentació complexa, i les lletres fosques, «salvatges i intel·ligents», han inspirat molts músics posteriors. Sovint es consideren fonamentals en els moviments punk jazz i post hardcore, i han estat citats com a influència important dels gèneres math rock i emocore.
Formada el 1979 pels germans Rob i John Wright, el grup va començar com a duet punk influït pel jazz i el rock progressiu. Ells mateixos van autopublicar-se el seu LP de debut Mama el 1982. Sumant-hi el guitarrista Andy Kerr l'any següent, el grup va signar amb el segell discogràfic Alternative Tentacles augmentant així el seu públic. Kerr va deixar la banda el 1992 després de cinc LP i el grup retornà a la seva formació inicial amb l'àlbum Why Do They Call Me Mr. Happy?.
El guitarrista Tom Holliston i el segon bateria Ken Kempster va unir-s'hi el 1993, i Nomeansno va continuar fent gires i enregistrant amb el seu propi segell Wrong Records. Després de tres LP, van deixar Alternative Tentacles i va publicar el seu àlbum final, All Roads Lead to Ausfahrt, el 2006. Després de ser incorporats al Western Canadian Music Hall el 2015, i va anunciar la seva retirada dels escenaris l'any següent.

## Membres de banda
- Rob Wright: veu i guitarra (1979–2016)
- John Wright: veu i teclats (1979–2016)
- Andy Kerr: guitarra, veu i baix (1983–1992)
- Tom Holliston: guitarra i veu (1993–2016)
- Ken Kempster: bateria (1993–1997)

## Discografia

### Àlbums d'estudi
- Mama (1982)
- Sex Mad (1986)
- Small Parts Isolated and Destroyed (1988)
- Wrong (1989)
- 0 + 2 = 1 (1991)
- Why Do They Call Me Mr. Happy? (1993)
- The Worldhood of the World (As Such) (1995)
- Dance of the Headless Bourgeoisie (1998)
- One (2000)
- All Roads Lead to Ausfahrt (2006)

### Àlbum conjunt
- The Sky Is Falling and I Want My Mommy (amb Jello Biafra) (1991)

### Àlbums en directe
- Live + Cuddly (1991)

### EP
- Betrayal, Fear, Anger, Hatred (1981)
- You Kill Me (1985)
- The Day Everything Became Nothing (1988)
- The Power of Positive Thinking (1990)
- Would We Be Alive? (1996)
- In the Fishtank 1 (1996)
- Generic Shame (2001)
- Tour EP 1 (2010)
- Tour EP 2 (2010)

### Senzills
- The Day Everything Became Isolated and Destroyed (1988)
- Sex Mad/You Kill Me (1991)
- Mr. Right & Mr. Wrong: One Down & Two to Go (1994)
- The People's Choice (2004)
- 0 + 2 = 1 ½ (2010)

### Bootlegs
- Live at the Paradiso Amsterdam – bootleg – VPRO Radio station recording (1988)
- Live in Warsaw – bootleg cassette (1990)
- Sasquatch – The Man, The Myth, The Compilation  – includes cover tracks "I Don't Care" and "Glad All Over" (1991)
- Where are they now file - live compilation, includes "I Want it All" (1991)
- The Infamous Scientist 45" – bootleg 7" (1993)
- Leave the Seaside – live bootleg 7" (1994)